# Temple de Matangeshvara
Le temple de Matangeshvara - (sa): मतंगेश्वर मन्दिर - ou Matangeśvara Mandir, est un temple dédié à Shiva dans la ville de Khajurâho de l'état du Madhya Pradesh en  Inde. 
L'édifice fait partie du groupe situé à l'Ouest du site du patrimoine mondial de l'UNESCO au titre de l'Ensemble monumental de Khajurâho. Le temple se trouve au sud du groupe, juste à l'extérieur de l'enceinte qui enclôt ces temples.
Parmi les monuments Chandela de Khajurâho, c'est le seul temple qui soit encore activement utilisé pour le culte. En février ou mars, une cérémonie de trois jours est organisé ici pour célébrer le « mariage de Shiva » (Mahashivatri). Elle attire environ 25 000 personnes. Le lingam est baigné, habillé et décoré comme un fiancé humain pendant cette cérémonie.

## Histoire
L'ASI évalue la date de construction du temple de Matangeshvara à 900-925, parce qu'il a une architecture très simple - un porche d'entrée et une tour - et une ornementation moins travaillée que celle des temples postérieurs du site de Khajurâho. Cependant, d'autres sources l'ont évalué plutôt aux alentours de l'an 1000.
Le temple a été classé « Monument d'Importance nationale » par l'ASI.
Selon un récit mythologique, un sage nommé Matanga se manifestant sous forme de lingam contrôlait le dieu de l'amour. Ses âshram étaient situés à Khajuraho, à Kedarnath dans l'état du Uttarakhand, à Gaya dans l'état du Bihar au Nord de l'Inde et à Varanasi (Bénarès) dans l'Uttar Pradesh. Ce sont maintenant les sites de quatre temples  Matangeshvara  ("Seigneur de Matanga").

## Description
Le temple de Matangeshvara est une version à plus grande échelle du temple de Brahma en termes de plan et de conception. Il n'est pas richement décoré: ses murs intérieurs et extérieurs et sa tour curviligne sont dépourvus de sculptures. Le plafond est caractérisé par des couronnes de fleurs stylisées.
L'idole à l'intérieur du temple est un énorme Shiva lingam de 2,5 m de haut et 1 m de diamètre, installé dans le sanctuaire sur un socle de 4,5 m de large. Le lingam comporte des inscriptions en Devanagari et en Persan.

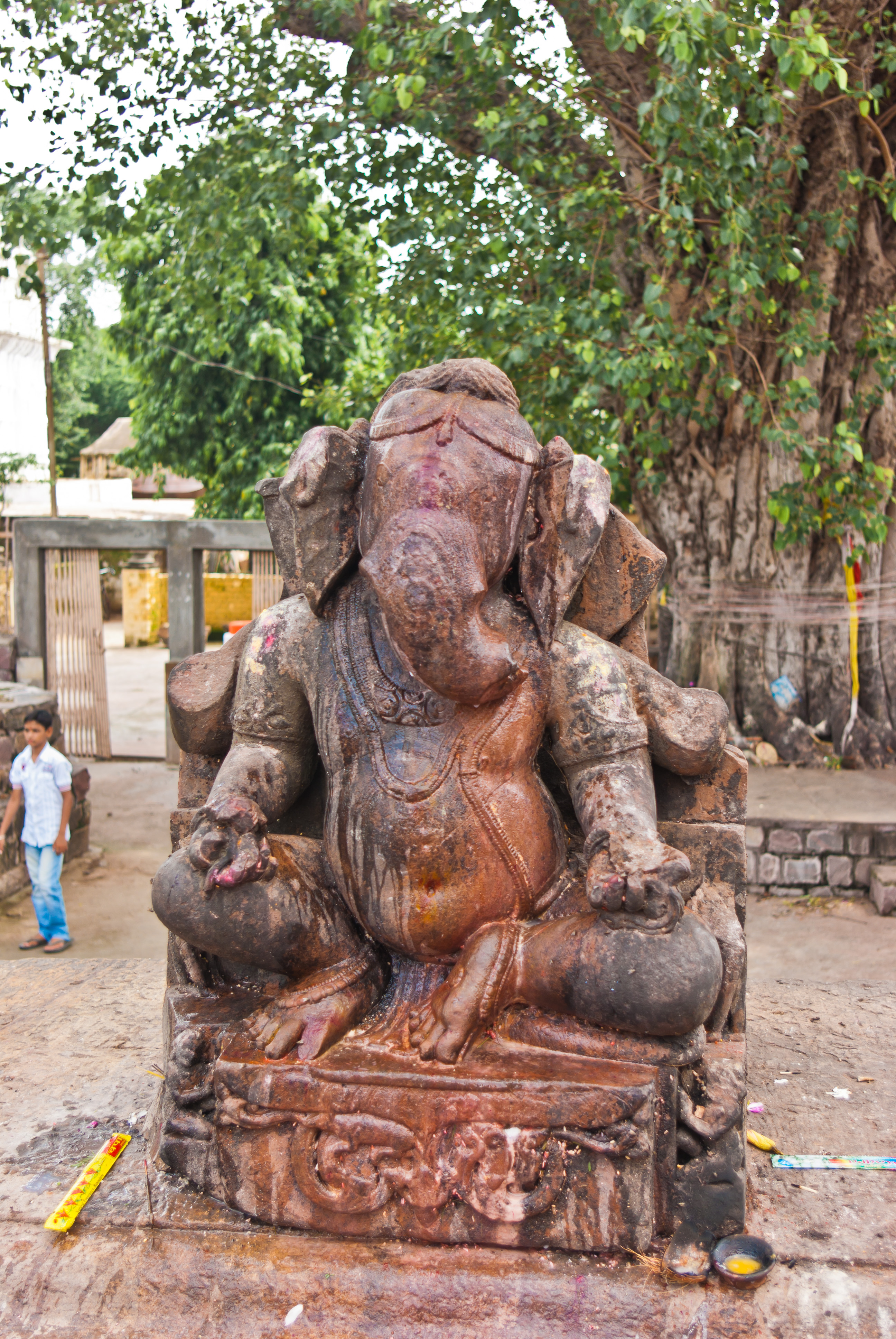
Statue de Ganesh à l'entrée.
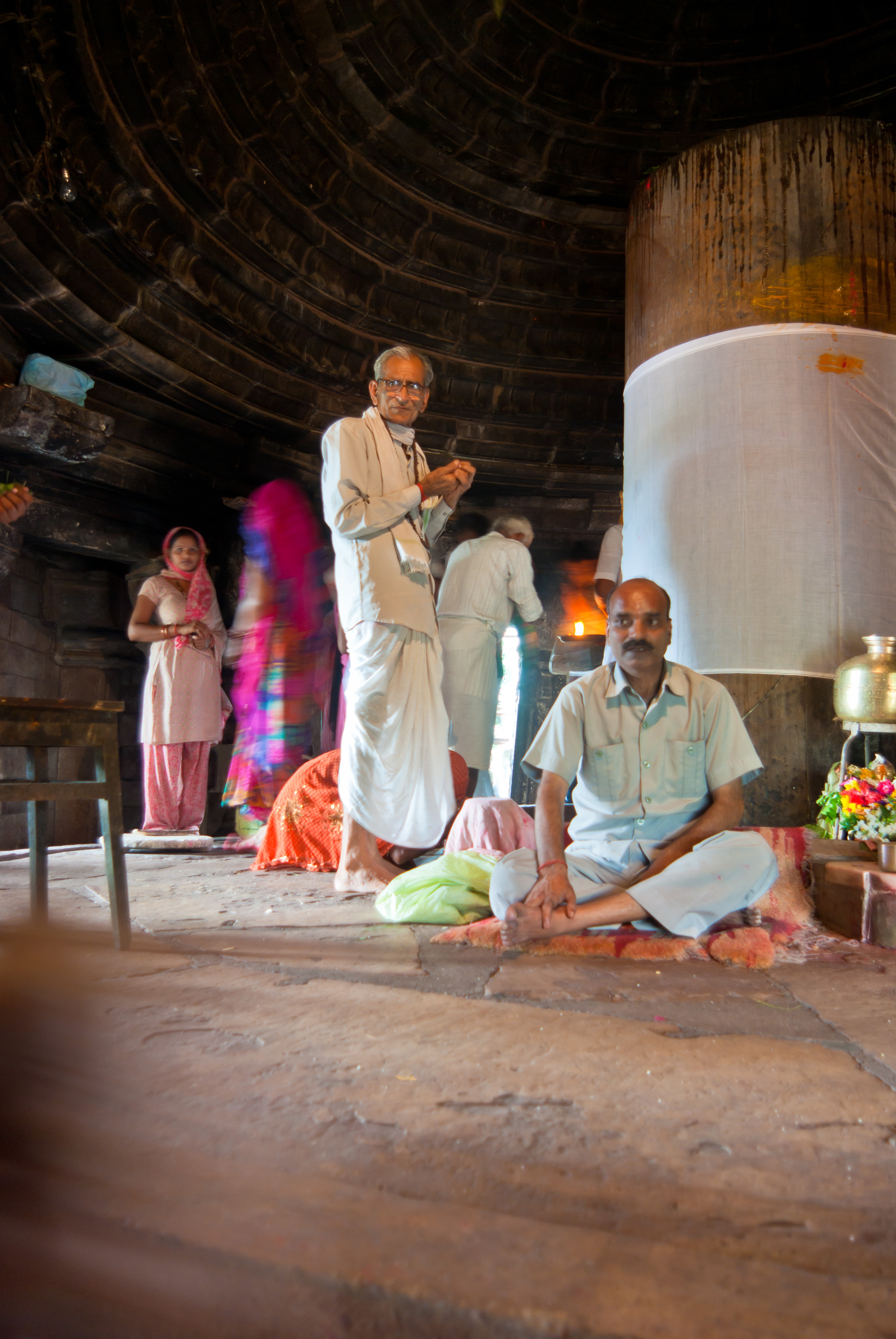
Vue de l'intérieur
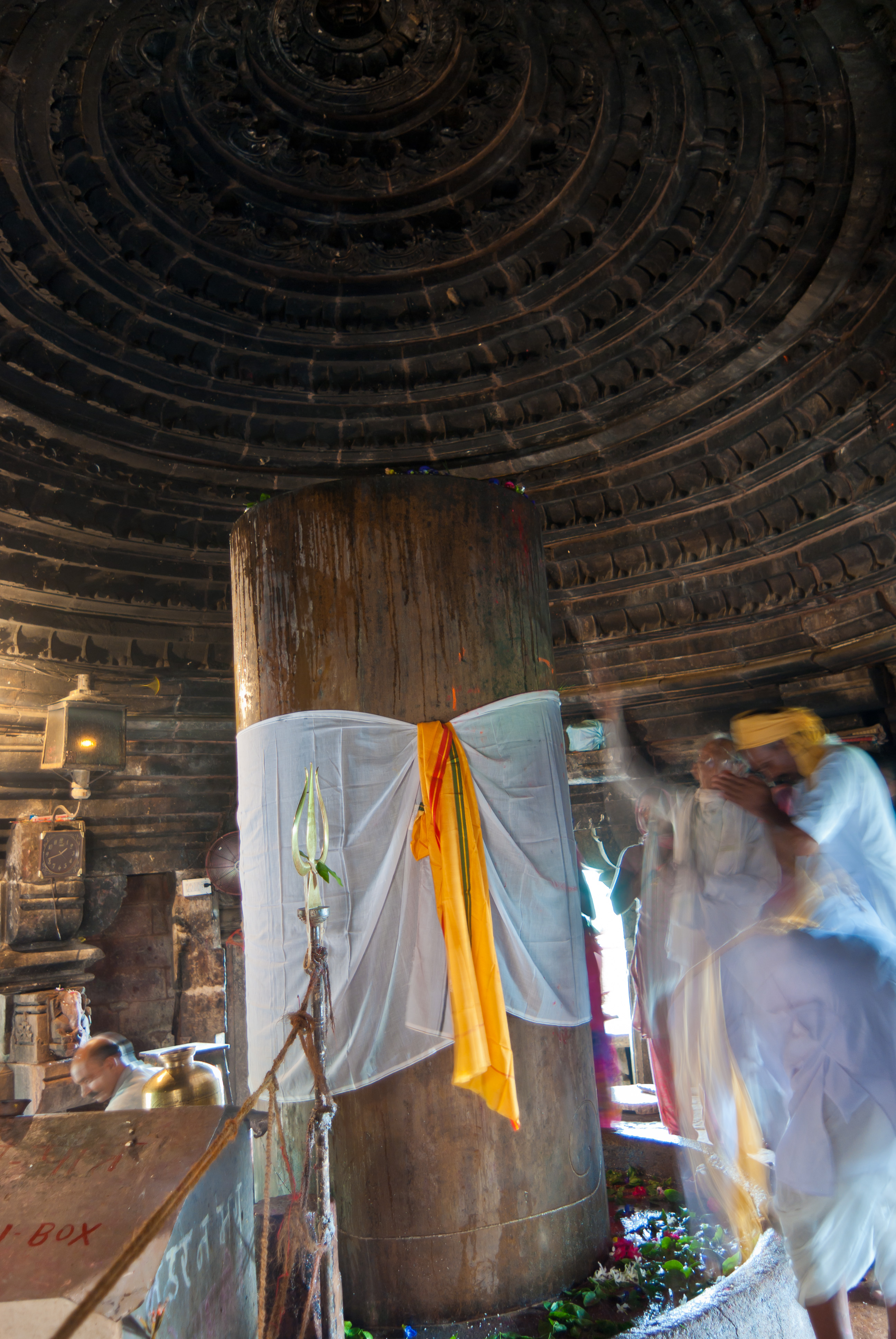
Détail du plafond